# Mattias Bjärsmyr
Mattias Bjärsmyr (Hestra, 3 januari 1986) is een Zweeds voetballer. Hij tekende in juli 2017 een contract tot medio 2019 bij Sivasspor, dat hem overnam van IFK Göteborg.
Nadat hij speelde voor de lokale clubs Grimsås IF en Husqvarna FF ging hij in 2005 naar IFK Göteborg.
Bjärsmyr debuteerde voor IFK Göteborg op 30 mei 2005 tegen IF Elfsborg. Hij werd dat jaar een basisspeler en werd genomineerd voor 'beste talent' op het Zweedse nationale voetbalgala. Hij maakte zijn debuut voor het nationale team van Zweden op 13 januari tegen Costa Rica.
In juni 2009 kon hij op de vermeende interesse rekenen van Feyenoord, Club Brugge, Glasgow Rangers, AZ en FC Groningen, maar verkoos hij het Panathinaikos van de Nederlandse coach Henk ten Cate. De Grieken betaalden Göteborg 500 000 euro voor Bjärsmyr. Op 15 juli 2009 tekende hij een vierjarig contract bij de club. Op 29 augustus 2012 keerde hij terug bij IFK Göteborg. In zijn tweede periode bij de club speelde hij opnieuw meer dan 100 wedstrijden. In juli 2017 tekende Bjärsmyr bij het Turkse Sivasspor.

## Interlandcarrière
Onder leiding van bondscoach Lars Lagerbäck maakte hij zijn debuut voor Zweden op 13 januari 2008 in de vriendschappelijke uitwedstrijd tegen Costa Rica (0-1), net als Fredrik Stoor (Rosenborg BK), Suleyman Sleyman (Hammarby IF), Peter Larsson (Halmstads BK), Behrang Safari (Malmö FF), Oskar Rönningberg (Helsingborgs IF), Louay Chanko (Hammarby IF), Andreas Dahl (FC Nordsjælland) en Johan Oremo (Gefle IF).

## Erelijst
Husqvarna FF
- Division 2 Östra Götaland: 2002, 2004

 IFK Göteborg
- Allsvenskan: 2007
- Svenska Cupen: 2008, 2012–13, 2014–15
- Svenska Supercupen: 2008

 Panathinaikos
- Super League (Griekenland): 2009-10
- Griekse voetbalbeker: 2009-10

 Rosenborg BK
- Tippeligaen: 2010